# 四岔河 (南溪河)

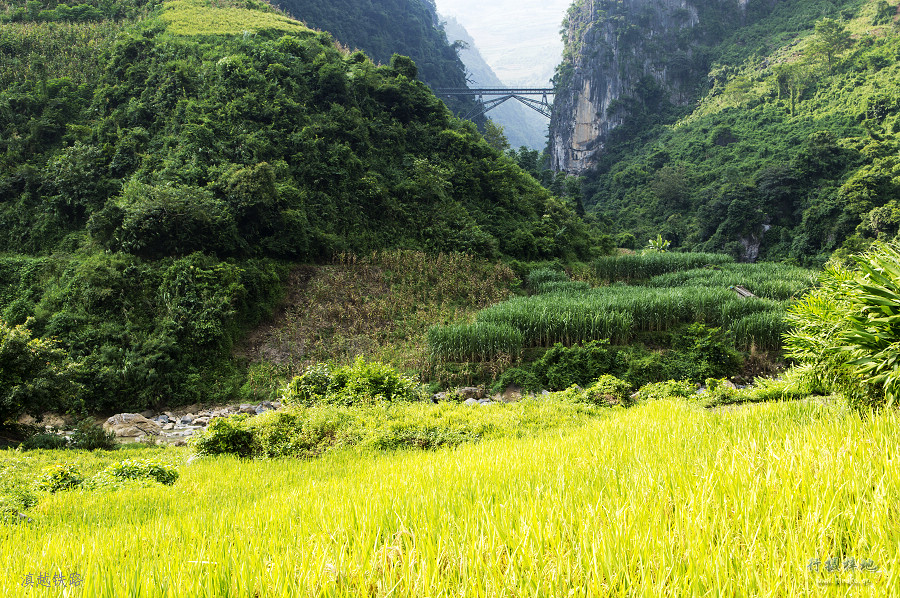
四岔河河谷，远处可见五家寨人字桥

四岔河，位于中国云南省屏边苗族自治县，是南溪河左岸支流，发源于屏边县新华乡岩峰村委会新场村西北，屏边与蒙自市交界处的马鹿塘，蜿蜒向南流，至湾塘乡牛碑村委会簸朵姐西南汇入南溪河。河流全长31.9公里，流域面积450.6平方公里，落差1572米，年均径流量3.53亿立方米。流域北部分布有喀斯特丘陵，有地下暗河分布；下游地处中山峡谷，坡陡流急，建有白羊坪、大坪潭、四岔河与倮姑水电站。滇越铁路盘山绕行，铁道跨河大桥为始建于1907年的五家寨人字桥，属于云南省文物保护单位。